# Quảng Phong (phường)
Quảng Phong là một phường cũ thuộc thị xã Ba Đồn, tỉnh Quảng Bình, Việt Nam.

## Địa lý
Phường Quảng Phong nằm ven sông Gianh, có vị trí địa lý:
- Phía đông giáp phường Ba Đồn
- Phía tây giáp xã Quảng Hải và huyện Quảng Trạch
- Phía nam giáp xã Quảng Lộc
- Phía bắc giáp phường Quảng Long và huyện Quảng Trạch.

Phường Quảng Phong có diện tích 4,74 km², dân số năm 2019 là 5.973 người, mật độ dân số đạt 1.260 người/km².

## Hành chính
Phường Quảng Phong được chia thành 10 tổ dân phố: 1, 2, 3, 4, 5, 6, 7, 8, Tân Xuân, Cầu.

## Lịch sử
Trước đây, Quảng Phong là một xã thuộc huyện Quảng Trạch.
Ngày 20 tháng 12 năm 2013, Chính phủ ban hành Nghị quyết số 125/NQ-CP. Theo đó, chuyển xã Quảng Phong về thị xã Ba Đồn mới thành lập, đồng thời thành lập phường Quảng Phong trên cơ sở toàn bộ 470,04 ha diện tích tự nhiên và 6.705 người của xã Quảng Phong.
Ngày 16 tháng 6 năm 2025, Ủy ban Thường vụ Quốc hội ban hành Nghị quyết số 1680/NQ-UBTVQH15 về việc sắp xếp các đơn vị hành chính cấp xã của tỉnh Quảng Trị năm 2025. Theo đó, sắp xếp toàn bộ diện tích tự nhiên, quy mô dân số của các phường Quảng Phong, phường Quảng Long, phường Ba Đồn, xã Quảng Hải thành phường mới có tên gọi là phường Ba Đồn.

## Di tích
- Đình làng Lũ Phong[5]